# На эйлаге
«На эйлаге» (азерб. Yaylaqda) — картина азербайджанского художника Тогрула Нариманбекова, написанная в 1966—1967 годах. На картине художник изобразил горное пастбище (эйлаг). В центре на ковре сидят две женские фигуры, позади них — навьюченные телеги, а на переднем плане нарисован мальчик в папахе с бараном.
Как отмечает Нуреддин Габибов, Нариманбеков в своей картине «На эйлаге», как и в некоторых других своих картинах, достигает «предельно эмоционального звучания цвета». Искусствовед Иван Горин пишет, что в этом полотне «мазок скручивается, набухает, движется, сопротивляется, утверждая силу жизни через борьбу», а предметы упруги, цвет праздничный, ликующий.